# Obušesna žleza slinavka
Obušesna žleza slinavka ali obušesna slinavka  (lat. glandula parotidea) je največja, parna, sestavljena cevasto-mešičkasta albuminozna velika žleza slinavka, ležeča pred uhljem in pod njim. V stimuliranih razmerah pri zdravem človeku prispevata obušesni žlezi slinavki 50 % celotne mase sline; izloča bistro slino, znatno manj viskozno kot podjezični, podčeljustni in številne majhne žleze slinavke.

## Anatomija
Obušesni žlezi slinavki sta parni serozni žlezi, ki ležita pred uhljem in pod njim, njun izloček se izliva v ustni preddvor po parotidnih vodih (duktusih).  Leži za mandibularnim ramusom pred bradavičasti odrastek|bradavičastim odrastkom (mastoidnim procesusom) senčnice. Žleza je tipljiva pred uhljem, vzdolž lica in pod spodnječeljustničnim kotom (angulus mandibulae).
Parotidni vod je dolg ekskrecijski duktus, ki izvira iz vsake od žlez in poteka po površju masetrne mišice, predira trobilko (bukcinatorno mišico) in se odpira v ustno votlino na notranji strani lica, običajno nasproti drugega zgornjega kočnika. Parotidna papila je majhno izbočenje sluzničnega tkiva, ki označuje odprtino parotidnega voda na notranji strani lica.
Obušesna slinavka ima štiri površine: bočno (lateralno), zgornjo (superiorno), anteromedialno in posteromedialno.

## Bolezni

### Parotitis
Parotitis je vnetje obušesne žleze slinavke, ki ga lahko povzroči virus ali bakterija. Pred dobo rutinskega cepljenja otrok na Slovenskem je bil najpogostejši vzrok za parotitis pri otrocih virus mumpsa. Sedaj je virusni vzrok parotitisa mnogo redkejši, lahko ga povzročajo druge vrste virusa. Pri odraslih je pogostejše bakterijsko vnetje obušesne slinavke.

### Tumorji
Večina tumorjev obušesnih slinavk, okoli 80 %, je nerakavih oziroma benignih. Najpogostejši obliki benignih tumorjev sta pleomorfni adenom (okoli 70 % primerov, pogostejši je pri ženskah) in adenolimfom (pogostejši pri moških). Na njun klinični pomen vplivata anatomski položaj in hitrost razraščanja. Novotvorba lahko povzroči spremembo čvrstosti žleze na otip ter obrazne bolečine na prizadeti strani.
Okoli 20 % tumorjev obušesnih slinavk je malignih (zločestih). Maligni tumorji obušesnih slinavk so sicer redki in patohistološko raznoliki, predstavljajo pa največji delež malignih tumorjev velikih žlez slinavk.  Najpogostejši obliki sta mukoepidermoidni karcinom in adenoidnocistični karcinom. Drugi maligni tumorji so še na primer karcinom acinarnih celic, adenokarcinom, maligni mešani tumor in ploščatocelični karcinom. Poročali so tudi o metastatskih tumorjih obušesne žleze slinavke, ki zaseva na primer iz filoidnega tumorja dojke.